# Elvira Tanderud
Elvira Tanderud (* 25. März 2004) ist eine schwedische Leichtathletin, die sich auf den Sprint spezialisiert hat.

## Sportliche Laufbahn
Erste Erfahrungen bei internationalen Meisterschaften sammelte Elvira Tanderud im Jahr 2021, als sie bei den U20-Europameisterschaften in Tallinn in 23,82 s den fünften Platz im 200-Meter-Lauf belegte. Zudem erreichte sie mit der schwedischen 4-mal-100-Meter-Staffel das Finale, konnte das Rennen dort aber nicht beenden.
2021 wurde Tanderud schwedische Meister im 200-Meter-Lauf.

## Bestleistungen
- 100 Meter: 11,52 s (+2,0 m/s), 11. Juli 2020 in Skara
  - 60 Meter (Halle): 7,53 s, 8. März 2020 in Örebro
- 200 Meter: 23,32 s (+1,6 m/s), 14. August 2021 in Norrköping
  - 200 Meter (Halle): 24,20 s, 24. Januar 2021 in Växjö